# Quest Crew
La Quest Crew è un gruppo di ballerini statunitensi, noto per aver partecipato e per aver vinto la terza edizione di America's Best Dance Crew.

## Carriera
Il nome di "Quest Crew" riflette il Quest Learning Center ad Artesia, California, palestra nella quale il gruppo si allena e prepara le coreografie.

### Membri
Attualmente la crew è composta da:
- Ryan "Ryanimay" Conferido
- Hokuto "Hok" Konishi
- Steve Terada
- Brian Hirano
- Ryan "Feng" Feng
- Dominic "D-Trix" Sandoval
- Rudy "Ru" Reynon
- Aris "FreakinAris" Paracuelles
- Joe "Jolee" Lee

In passato ne hanno fatto parte anche:
- Victor Kim
- Lydia Paek
- Andy "RocketMan" Luo

### Membri della Crew in America's Best Dance Crew
- Dominic "D-Trix" Sandoval
- Ryan "Ryanimay" Conferido
- Brian "Hirano" Hirano
- Hokuto "Hok" Konishi
- Victor Kim
- Steve Terada
- Ryan "Feng" Feng

Il gruppo dei 6 ha vinto la terza edizione di America's Best Dance Crew.

### Performance in ABDC
In tabella le successioni delle puntate che li hanno portati alla vittoria del programma.
| Settimana                               | Sfida                                                             | Canzoni | Risultati            |
| --------------------------------------- | ----------------------------------------------------------------- | --- | -------------------- |
| 1: Sudden Death Challenge               | Master Mix della Quest Crew                                       | Hero - Nas | Salvi                |
| 2: Fit Test Challenge                   | Kickboxing                                                        | Let It Rock - Kevin Rudolf ft. Lil' Wayne | Salvi                |
| 3: Britney Spears Challenge             | Eseguire parte dell'esibizione bendati                            | Toxic - Britney Spears | Salvi                |
| 4: Whack Track Challenge                | Crotch Grab Pendulum                                              | You Got It (The Right Stuff) - New Kids on the Block | Salvi                |
| 5: Illusion Challenge                   | Farsi passare un oggetto attraverso il loro corpo                 | Got Money - Lil' Wayne ft. T-Pain | Salvi                |
| 6: Battle of The Sexes Challenge        | Copiare un video musicale di un artista maschile e femminile      | Forever - Chris Brown | Salvi                |
| 7: Hip-Hop Decathlon Challenge          | Incorporare più stili di hip-hop e di danza nella loro esibizione | Threading: Poker Face - Lady Gaga Tutting: Love Lockdown - Kanye West Waving: I'm in Miami Bitch (Trick) - LMFAO Housing: Closer - Ne-Yo Krumping: Get Up - 50 Cent | Spareggio            |
| 7: Hip-Hop Decathlon Challenge          | Ultima occasione per farsi salvare con il voto da casa            | "orQUESTra" | Salvi                |
| 8: The Live Finale                      | Partners: Dynamic Edition Strikers All-Stars                      | Right Round - Flo Rida | Vincitori            |
| 8: The Live Finale                      | Partner: Beat Freaks                                              | Beggin' - Madcon | Vincitori            |
| 8: The Live Finale                      | Vincitori della 3 stagione di ABDC                                | On Top of The World - T.I. | Vincitori            |
| Special: Champions for Charity          | Partners: Super Cr3w Jabbawockeez We Are Heroes Poreotix          | All I Do Is Win" - DJ Khaled with the past ABDC winners | Salvati dal pubblico |
| Special: Champions for Charity          | Partners: Super Cr3w Jabbawockeez We Are Heroes Poreotix          | Sing Sing Sing - Swing Kids | Salvati dal pubblico |
| America's Best Dance Crew Season Finale | Guest Performance                                                 | Party Rock Anthem - LMFAO | Guest Performance    |

### LMFAO e "Sorry for Party Rocking"
Nei videoclip dell'album Sorry for Party Rocking, Party Rock Anthem e Champagne Showers il duo hip-hop LMFAO è accompagnato dai ballerini della Quest Crew, vincitori della 3 stagione di America's Best Dance Crew, le coreografie che si vedono nei video degli LMFAO sono fatte da Hok.
___ALTRE COMPARSE__
Steve Terada appare anche in alcuni film e anche nella canzone Pump it dei The Black Eyed Peas.
Quest crew appare anche nei video delle canzoni dei Far East Movement di: Live My Life, Dance like Michael Jackson e Rocketeer. Appaiono anche nella canzone I Wanna Rock di Snoop Dog.
La crew appare anche nel film Alvin Superstar 2 e Honey 2.
Victor Kim, Steve Terada e D-trix sono presenti anche nel film Battle of the year (2013) .D-trix fa una parte importante nel film Agent of secret Stuff. Hok e Steve appaiono nella canzone "Fine China" di Chris Brown (2013)